# Ratoeira

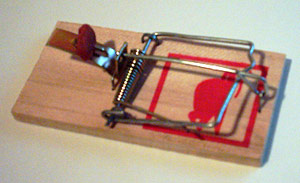
Uma ratoeira

Acionando uma ratoeira.

Ratoeira é um tipo de armadilha utilizado principalmente na captura de ratos e outros pequenos animais de pequeno porte. As ratoeiras geralmente são colocadas em locais internos onde se suspeita de uma infestação por roedores, com alimentos ou veneno servindo como isca. Existem diversos tipos de ratoeiras com suas vantagens e desvantagens. A ratoeira tradicional foi inventada pelo inventor anglo-americano Hiram Maxim.